# Malene Degn
Malene Degn, née le 2 décembre 1996 à Virum au Danemark, est une coureuse cycliste danoise. Spécialisée en cyclo-cross et en VTT cross-country, elle est championne du Danemark de cyclo-cross en 2017 et 2018.

## Palmarès en VTT

### Jeux olympiques
- Tokyo 2020
  - 12e du cross-country

### Championnats du monde
- Lillehammer 2014
  -  Médaillée d'argent du cross-country juniors
- Cairns 2017
  -  Médaillée d'argent du relais mixte
- Lenzerheide 2018
  -  Médaillée de bronze du relais mixte
- Val di Sole 2021
  - 9e du cross-country
- Les Gets 2022
  - 8e du cross-country

### Coupe du monde
- Coupe du monde de cross-country juniors
  - 2013 : vainqueur de la manche de Hafjell

- Coupe du monde de cross-country espoirs
  - 2015 : 9e du classement général
  - 2017 : 6e du classement général
  - 2018 : 2e du classement général, vainqueur de la manche de Stellenbosch

- Coupe du monde de cross-country
  - 2019 : 36e du classement général
  - 2021 : 35e du classement général
  - 2022 : 18e du classement général
  - 2023 : 26e du classement général
  - 2024 : 29e du classement général

- Coupe du monde de cross-country short track
  - 2022 : 15e du classement général
  - 2023 : 27e du classement général
  - 2024 : 25e du classement général

- Coupe du monde de cross-country à assistance électrique
  - 2021 : 12e du classement général

### Championnats d'Europe
- Berne 2013
  -  Championne d'Europe de cross-country juniors
- Darfo Boario Terme 2017
  -  Médaillée d'argent du relais mixte
- Graz-Stattegg 2018
  -  Médaillé de bronze du relais mixte
- Munich 2022
  - 8e du cross-country
- Anadia 2023
  -  Championne d'Europe du relais mixte

### Championnats du Danemark
- 2013
  -  Championne du Danemark de cross-country juniors
- 2015
  - 2e du cross-country
- 2016
  - 2e du cross-country
- 2017
  - 2e du cross-country
- 2018
  - 2e du cross-country
- 2020
  - 2e du cross-country
- 2021
  - 3e du cross-country

## Palmarès en cyclo-cross
- 2015-2016
  - 2e du championnat du Danemark de cyclo-cross
- 2016-2017
  -  Championne du Danemark de cyclo-cross
- 2017-2018
  -  Championne du Danemark de cyclo-cross